# Галлиавола
Галлиавола (итал. Galliavola) — коммуна в Италии, находится в регионе Ломбардия, в провинции Павия.
Население составляет 245 человек (2008), плотность населения составляет 31 чел./км². Занимает площадь 8 км². Почтовый индекс — 27034. Телефонный код — 0384.
Покровителем коммуны почитается святой Лаврентий, празднование 10 августа.

## Демография
Динамика населения:

## Администрация коммуны
- Официальный сайт: